# Revival (romanzo)
Revival è un romanzo horror di Stephen King, pubblicato negli USA l'11 novembre 2014 e il 17 marzo 2015 in Italia.

## Trama
Negli anni '60 il reverendo Charles Jacobs arriva in una cittadina americana dove conosce Jamie Morton, bambino di 6 anni, e nel periodo della sua permanenza lo aiuta a risolvere il problema alla gola di suo fratello grazie a una macchina elettrica da lui ideata, ma decide di andarsene dal paese dopo la morte di sua moglie e suo figlio causata da un incidente stradale. Jamie cresce e diventa nel corso degli anni un chitarrista eroinomane. Un giorno del 1992, dopo essere stato scaricato per l'ennesima volta da un gruppo rock, incontra Charles, che è diventato un imbonitore da fiera che usa i soldi guadagnati per finanziare i suoi esperimenti sull'elettricità e che aiuta un'altra volta Jamie dandogli una scossa elettrica basata sull'"elettricità segreta" da lui scoperta e facendogli passare la dipendenza dall'eroina e il dolore alla gamba causato da un incidente stradale, ma provocandogli strane convulsioni involontarie (Jamie si ritrova più volte nudo nel cuore della notte mentre si puntella e si infilza con alcuni oggetti domestici). Anni dopo Jamie lavora in uno studio di registrazione del Colorado per conto di un uomo anche lui aiutato da Charlie (per un problema all'udito) che soffre di un sintomo da lui definito "visioni prismatiche", che gli fa vedere immagini di un'altra dimensione: formiche giganti e colori non presenti in natura.
Jamie scopre che ora Charlie usa il potere dell'elettricità segreta per curare le persone spacciandosi per un messaggero del Divino e guadagnando soldi per le sue ricerche, e che anche molte delle persone da lui curate soffrono di sintomi involontari simili ai suoi (uno mangia terra, un altro si versa il sale negli occhi) e alcune si sono addirittura suicidate in istinti di follia omicida-suicida. Jamie intima a Charlie di smetterla ma lui ribatte dicendogli che ormai ha smesso di curare la gente dato che ha i soldi necessari per concludere il suo progetto e che se sapesse che cosa ha in mente capirebbe perché lo ha fatto. 
Qualche anno dopo Jamie riceve una lettera da Charlie in cui lui gli comunica che la sua ex fidanzata del liceo Astrid (ora lesbica) è venuta da lui chiedendogli aiuto per curare la sua malattia e che lui l'aiuterà con l'elettricità segreta solo se Jamie lo aiuterà nella fase finale del suo lavoro. Jamie cede al ricatto, Astrid viene curata e lui si trasferisce in agosto nella casa di Charles.
Finalmente arriva il grande giorno, sta arrivando una grossa tempesta e Charles e Jamie vanno una casetta vicino ad un palo attira fulmini. Charlie rivela a Jamie lo scopo che vuole raggiungere con il lavoro di una vita: riportare in vita una persona, e per questo si servirà di una donna che si è offerta di morire per provare l'esperimento. Charles ha scoperto che l'elettricità segreta è soltanto una delle tante ramificazioni di qualcosa di più grosso e portando in vita la donna spera di scoprire cosa c'è oltre la morte. Charles appoggia sulla testa della donna ormai morta una fascia metallica che inizia a illuminarsi con l'arrivo dei fulmini, ma non accade niente. Ma proprio quando le speranze stanno per scomparire del tutto gli occhi della donna si spalancano, ma sono vitrei e non umani. Ella si mette a ridere e afferra il braccio di Charlie, Jamie afferra Charlie e così insieme si trovano nell'aldilà e scoprono la grande verità: la realtà in cui vivono è uno strato sottilissimo dove la gente vive prima di entrare nel vero mondo, quello dopo la morte, composto da una lunga fila di persone nude che sono costantemente punzecchiate con dei bastoni da formiche giganti, sotto un cielo con dei buchi dal quale la Grande Madre (un'entità superiore) osserva immersa in colori sgargianti impossibili da descrivere. Jamie urla "NO", tutti si girano verso di lui, Jamie e Charlie tornano nella dimensione da cui sono venuti, dalla bocca della donna esce la mano della Grande Madre sulle cui unghie ci sono i volti della moglie e del figlio di Charlie, Jamie spara con una pistola trovata nel comodino lì vicino e la Grande Madre scompare portandosi con sé Charlie.

## Collegamenti ad altre opere di Stephen King
Dopo aver guarito dalla tossicodipendenza Jamie, Charles Jacobs dice di aver lavorato in passato nel parco di divertimenti Joyland.

## Edizioni
- Stephen King, Revival, traduzione di Giovanni Arduino, Sperling & Kupfer, 2015,  p. 469, ISBN 978-88-200-5791-6.